# Ion Sava
Ion Sava (ur. 10 grudnia 1900 w Fokszanach, zm. 26 października 1947 w Bukareszcie) – rumuński reżyser teatralny.

## Życiorys
Od 1930 do 1938 współpracował z Teatrul Naţional w Jassach, a od 1939 z Teatrul Național w Bukareszcie. Reżyserował inscenizacje m.in. dramatów J.W. Goethego, W. Szekspira, N. Gogola, P. Claudela, Th. Wildera, G.B. Shawa i I.L. Caragialego. Propagował tzw. teatr umowny, bliski koncepcjom A. Tairowa. Poza reżyserią teatralną zajmował się malarstwem i grafiką i pisaniem prac o reżyserii.